# 出島出入口 (大阪府)
出島出入口（でじまでいりぐち）は、大阪府堺市堺区にある阪神高速道路4号湾岸線の出入口。神戸・大阪市内（天保山）方面のみに接続するハーフICである。湾岸線・大阪方面から泉北ニュータウン方面への連絡する出入口でもある。りんくう（泉佐野）方面へは石津出入口（石津料金所）を利用する。
2025年（令和7年）3月18日より入口料金所がETC専用になっている。

## 料金所

### 出島料金所
- ブース数：2
  - ETC専用：1
  - サポート：1

## 接続する道路
- 大阪府道29号大阪臨海線
- 大阪府道34号堺狭山線（泉北1号線）
- 大阪府道204号堺阪南線（旧国道26号）

## 周辺
- 南海本線石津川駅
- 堺泉北港

## 隣
阪神高速4号湾岸線
(4-05,4-06)大浜出入口 - (4-07)出島出入口 - (4-08)石津出入口